# Giovanni di Tobol'sk
Giovanni di Tobol'sk, al secolo Ioann Maksimovič Maksimovič (in russo Иоанн Максимович Максимович?; Nižyn, 1651 – Tobol'sk, 21 giugno 1715), è stato un religioso e teologo ucraino.
Fu Metropolita di Tobol'sk e di tutta la Siberia. È un santo venerato dalla Chiesa ortodossa russa.

## Biografia
Nacque nella città ucraina di Nižin, nell'odierna oblast' di Černihiv, nel 1651. Ultimo di sette fratelli studiò in gioventù nel collegio di Kiev-Mogiljansk (che più tardi sarebbe diventata l'Accademia Spirituale di Kiev), diplomandosi come insegnante di latino. Poco più tardi, nel 1680, fu ordinato monaco al Monastero delle Grotte di Kiev dedicandosi in maniera totale alla vita spirituale.
Nel 1685 fu inviato a Mosca in missione per conto del monastero. Lì incontrò il Patriarca Gioacchino (1674-1690) nelle vesti di vicario del monastero di Brjansk-Svensk, allora posto sotto l'influenza del Monastero delle Grotte.
San Teodosio, arcivescovo di Černihiv, poco prima della sua morte, ordinò nel 1695 Giovanni Archimandrita del monastero di Černihiv Eletsk, designandolo come suo successore nella carica di vescovo, ruolo a cui fu designato il 10 gennaio 1697 da Adriano, Patriarca di Mosca e di tutta la Russia (1690-1700) nella Cattedrale dell'Ascensione del Cremlino.
Giovanni installò inoltre una pressa da stampa, che ebbe il compito di stampare e rendere quindi più accessibili al clero russo, i suoi lavori teologici. Tra questi si possono ricordare Lo Specchio didattico-morale (Černihiv, 1703 e 1707), La Madre Vergine di Dio (1707), Il teatro, o Disgrazie Didattico-morali (1708), Escurso al Salmo 50 (Černihiv, 1708), Escurso al Padre Nostro, Le otto Beatitudini del Vangelo e La Via Reale alla Croce (1709) e i postumi Il Pellegrino e Pensieri Spirituali (Mosca, 1782).
Nell'intento di creare una nuova Atene a Černihiv", Giovanni aprì nei pressi della Cattedrale il collegio teologico di Černihiv. Presto tale istituzione ricevette una grande rinomanza in tutta la Russia e fu, in pratica, il primo seminario russo, il cui modello fu presto copiato nelle altre diocesi della Chiesa russa.
Il 14 agosto 1711 Giovanni fu elevato a metropolita, diventando vescovo di Tobol'sk e di tutta la Siberia. Qui il santo continuò nella sua opera intrapresa a Černihiv, ampliando la scuola aperta dal suo predecessore Filoteo e sostenendo una grande opera di evangelizzazione delle tribù pagane ancora presenti in Siberia, convertendo migliaia di persone al cristianesimo. A Tobol'sk continuò inoltre la sua attività letteraria, usando per la stampa la pressa lasciata a Černihiv. Qui nel 1714 Giovanni scrisse e pubblicò la sua opera principale, l'Heliotropion che aveva già iniziato ad elaborare durante la propria permanenza al monastero di Kiev.
Gli agiografi ci descrivono il santo come una persona dotata di una straordinaria eloquenza ma mite e umile, che nonostante la grande carica ricoperta non disdegnava di servire egli stesso la cena ai suoi ospiti. Morì il 21 giugno 1715, al vespro, e il suo corpo fu seppellito nella Cattedrale dell'Assunzione di Tobol'sk.

## Culto
San Giovanni è molto venerato, soprattutto in Siberia e, a causa di questa venerazione e dei miracoli a lui attribuiti, la Chiesa ortodossa russa lo ha glorificato nel 1916.